# Katedra w Saintes
Katedra św. Piotra w Saintes (fr. Cathédrale Saint-Pierre de Saintes) – dawny kościół położony w Saintes.
W miejscu obecnej budowli znajdowała się pierwotnie świątynia z VI w., która spłonęła w XI w. i została odbudowana w następnym stuleciu w stylu romańskim z inicjatywy biskupa Pierre'a de Confolens lub jednego z jego następców, biskupa Bernarda. Uszkodzona w 1174 r. podczas oblężenia przez wojska Henryka II Plantageneta, została naprawiona. W XIII i XIV w. trwały dalsze prace budowlane (kaplice, zakrystia, biblioteka itd.). Po wojnie stuletniej miejscowi biskupi rozpoczęli odbudowę w stylu gotyku płomienistego, z masywną dzwonnicą i charakterystycznym portalem jako budowla trójnawowa, a z budowli romańskiej pozostały niewielkie fragmenty (m.in. w transepcie). Obecna budowla znoszona była od ok. 1450 r. (na wzór katedry w Poitiers), począwszy od dzwonnicy, która jednak nie została ukończona. Z powodu braku finansowania biskupi zmuszeni byli korzystać ze środków zarobionych ze sprzedaży odpustów. W tym czasie zmianie uległy plany co do kształtu bryły budowli. W 1568 r., gdy wciąż nie była ukończona, została zniszczona przez siły protestanckie, w efekcie czego runęły sklepienia naw i 11 z 15 kaplic. Odbudowę kontynuowano w XVII w., niemniej porzucono oryginalne plany na większość kaplic, obniżono docelową wysokość budowli i zdecydowano się na drewniane sklepienie. Do ważniejszych elementów wyposażenia należy XVIII-wieczny prospekt organowy, XIX-wieczna figura Marii z małym Jezusem i pochodzące z tego samego wieku cyborium.
W 1801 r. miejscowe biskupstwo zostało zlikwidowane na skutek porozumień konkordatu. Obecnie budowla nie pełni funkcji religijnych, jest zabytkiem państwowym.